# Pfarrkirche Petrus und Paulus (Sexten)

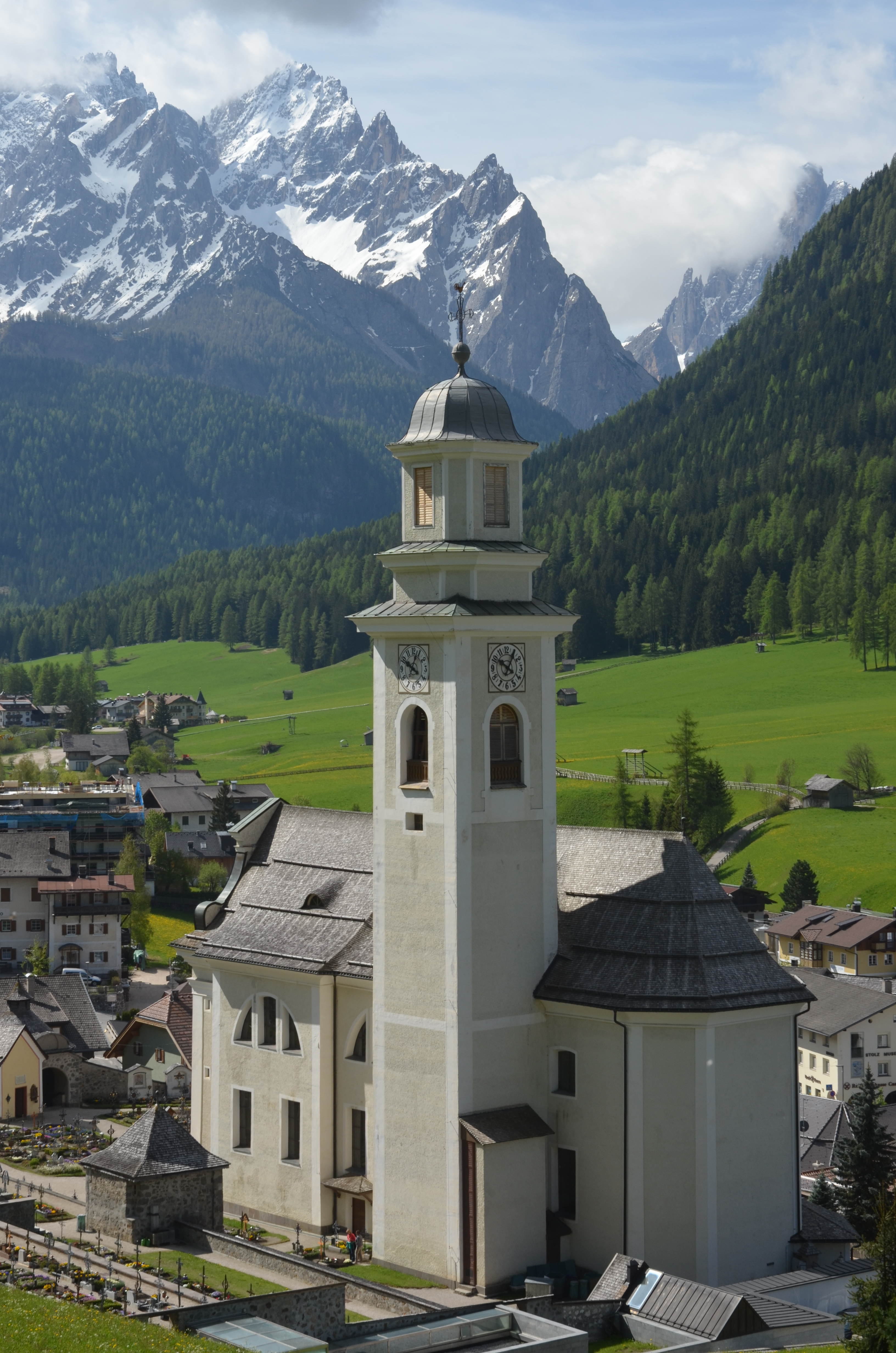
Pfarrkirche Petrus und Paulus in Sexten

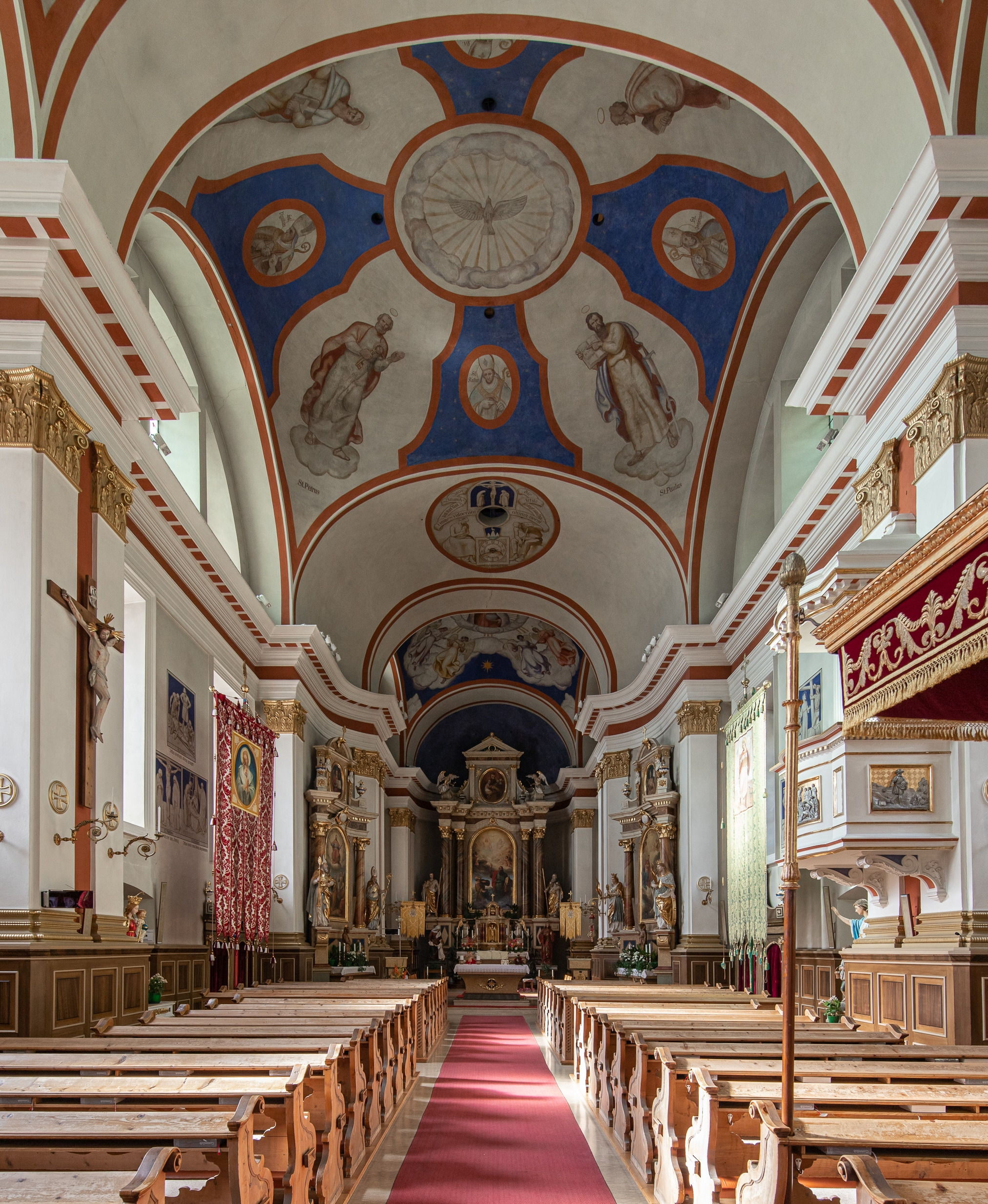
Innenansicht

Die römisch-katholische Pfarrkirche Petrus und Paulus ist eine Kirche in Sexten in Südtirol. Sie ist dem Doppelpatrozinium Petrus und Paulus unterstellt.

## Geschichte
In Sexten befand sich bereits im 13. Jahrhundert eine Kirche zum Hl. Nikolaus mit unbekanntem Standort. Da diese einem Brand zum Opfer fiel, unterstellte man eine neue Kirche im Jahre 1384 dem Patrozinium des Hl. Vitus. Nach zwei Erweiterungen im Jahre 1667 und 1767 erwies diese sich Anfang des 18. Jahrhunderts als zu klein. 
Nach einer Bürgerbefragung beschloss die Sextner Bevölkerung den Bau einer neuen Kirche. Die Bürger Sextens stellten 5059 Gulden sowie Lärchen- und Fichtenholz zur Verfügung. Die Pfarrkirche St. Petrus und Paulus wurde entworfen und 1825/26 erbaut von Alois Mutschlechner (* 1797) aus Tristach, dem Bruder des bekannteren Anton Mutschlechner. Im August 1827 weihte sie der Bischof von Udine, Emanuele Lodi, 1900 fand unter Pfarrer Bachlechner eine Restaurierung statt. Im August 1915 fiel die Kirche im Kontext des Ersten Weltkriegs Brandgranaten zum Opfer. 1921 begann ihr Wiederaufbau, wobei der Dachstuhl komplett neu aufgesetzt wurde. Nach Abschluss des Wiederaufbaus im Oktober 1923 fand ein dreitägiges Weihefest statt.

## Kunst
Am Friedhofseingang befindet sich ein Totentanz in Gestalt von Fresken des Kunstmalers Rudolf Stolz. Die Kirche besitzt Sakralkunstwerke des venezianischen Malers Cosroe Dusi. Im Friedhof in der oberen Arkadenreihe befindet sich ein Kruzifix von Ignaz Gabloner. In der Kapelle für die Gefallenen beider Weltkriege befindet sich eine Malerei von Gretel Stolz und Albert Stolz.